# Vogelschutzgebiet Ahrgebirge
Das Vogelschutzgebiet Ahrgebirge ist ein mit Verordnung von 2004 des Regierungspräsidiums Köln ausgewiesenes Europäisches Vogelschutzgebiet (Schutzgebietkennung DE-5506-471) im Süden des deutschen Landes Nordrhein-Westfalen. Es arrondiert auf nordrhein-westfälischer Seite das gleichnamige „Ahrgebirge“ in Rheinland-Pfalz.
Die Vogelschutzrichtlinie der Europäischen Union dient der Erhaltung der wildlebenden, im Gebiet ihrer Mitgliedsstaaten heimischen Vogelarten und der Regelung des Schutzes, der Bewirtschaftung und der Regulierung dieser Vögel, ihrer Eier und Lebensräume.

## Lage
Das rund 580 Hektar große Vogelschutzgebiet „Ahrgebirge“ liegt im Süden Nordrhein-Westfalens, direkt an der Grenze zu Rheinland-Pfalz. Es erstreckt sich zwischen dem Ahrtal bzw. der Bundesstraße 258 im Süden, den Blankenheimer Ortsteilen Ahrhütte und Lommersdorf im Westen, Ohlenhard im Norden sowie der Landesgrenze im Osten.
Das Ahrgebirge selbst ist ein bis 623,8 m ü. NHN hoher und 25 Kilometer langer Mittelgebirgszug der Eifel und gehört damit zum Rheinischen Schiefergebirge. Er liegt zwischen Bad Münstereifel und Altenahr beiderseits der Landesgrenze innerhalb des Naturraums Ahreifel.

## Beschreibung
Das Vogelschutzgebiet Ahrgebirge wird als „Waldkomplex mit welligem bis hügeligem Relief, naturnahen Laub-Mischwäldern mit eingestreuten Fichtenbeständen, Strauch- und Krautschichten, weitgehend naturnahen Bachverläufen und entwickelten Gehölzsäumen“ beschrieben.
Von hoher Bedeutung für den Naturraum Eifel im Kreis Euskirchen ist das Vorkommen des Haselhuhns.

### Lebensraumklassen
|                                                                                         |                                                                                         |  |      |      |
| N06 – Binnengewässer, stehend und fließend                                              | N06 – Binnengewässer, stehend und fließend                                              |  | 6 %  | 6 %  |
| N16 – Laubwald                                                                          | N16 – Laubwald                                                                          |  | 5 %  | 5 %  |
| N19 – Mischwald                                                                         | N19 – Mischwald                                                                         |  | 52 % | 52 % |
| N20 – Kunstforste                                                                       | N20 – Kunstforste                                                                       |  | 35 % | 35 % |
| N23 – Sonstiges (einschl. Städte, Dörfer, Straßen, Deponien, Gruben, Industriegebiete)0 | N23 – Sonstiges (einschl. Städte, Dörfer, Straßen, Deponien, Gruben, Industriegebiete)0 |  | 2 %  | 2 %  |
|                                                                                         |                                                                                         |  |      |      |

### Lebensraumtypen
Folgende Lebensraumtypen sind im Vogelschutzgebiet beschrieben:
- 3260 – Flüsse der planaren bis montanen Stufe mit Vegetation des Ranunculion fluitantis
- 9110 – Hainsimsen-Buchenwald (Luzulo-Fagetum)
- 9170 – Labkraut-Eichen-Hainbuchenwald Galio-Carpinetum

## Schutzzweck
Wesentlicher Schutzzweck sind die Sicherung und Förderung der vorhandenen Lebensraumvielfalt mit ihrer charakteristischen Avifauna sowie die Entwicklung naturnaher Waldgesellschaften mit ihrer typischen und naturnahen Ausprägung.
Die gebietsbezogenen Erhaltungsziele und Erhaltungsmaßnahmen sind aber je nach Art unterschiedlich beschrieben.

### Brutvögel

#### Grauspecht

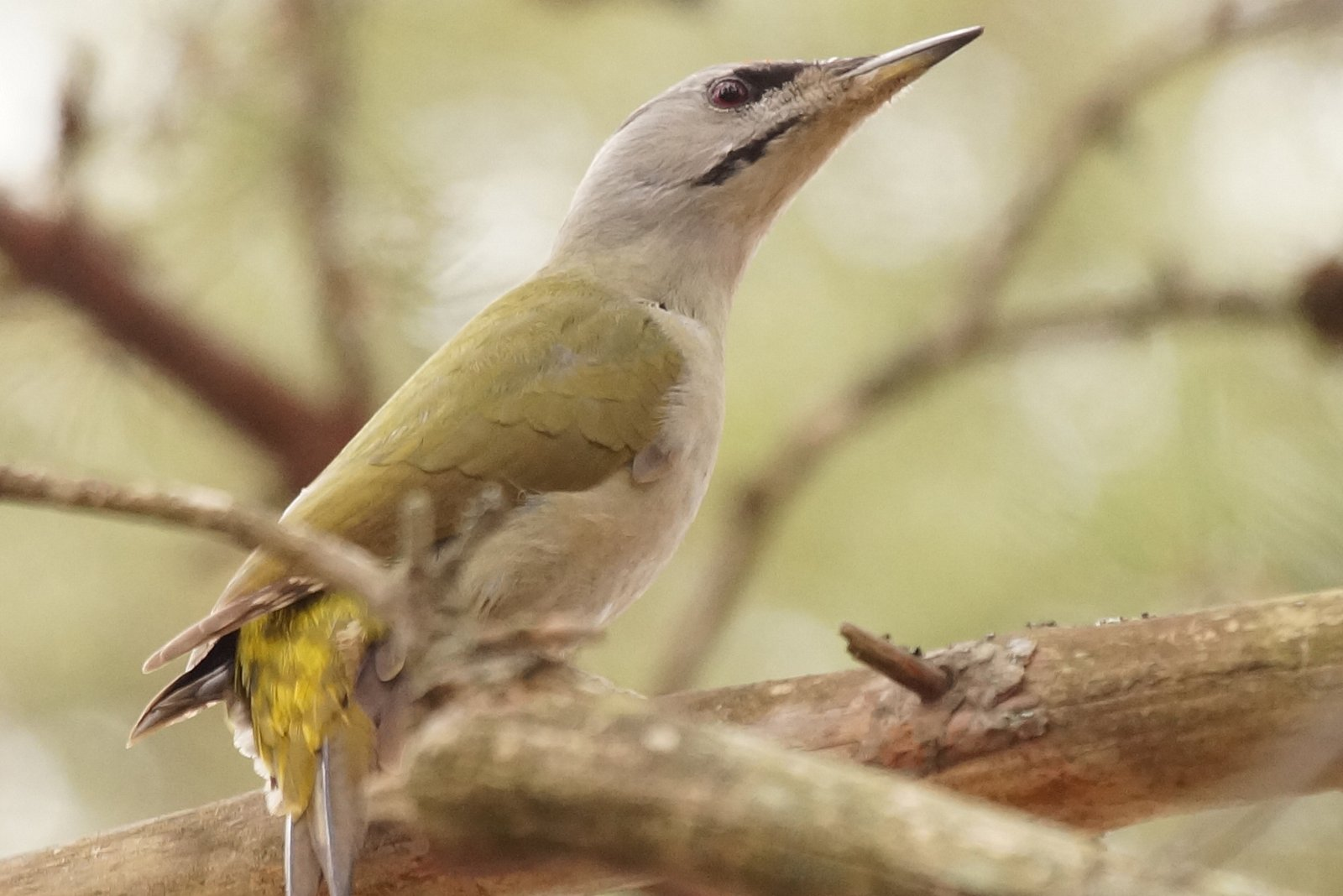
Grauspecht

Erhaltung und Entwicklung von ausgedehnten, lebensraumtypischen Laub- und Mischwäldern (vor allem Buchenwälder) mit hohen Alt- und Totholzanteilen von bis zu zehn Bäumen je Hektar, die Vermeidung der Zerschneidung und Verinselung der besiedelten Waldgebiete, die Erhaltung und Entwicklung von sonnigen Lichtungen, Waldrändern, lichten Waldstrukturen und Kleinstrukturen (Stubben, Totholz) sowie Grünland als Nahrungsflächen, die Verbesserung des Nahrungsangebotes (reduzierte Düngung, keine Pflanzenschutzmittel), die Erhaltung von Höhlenbäumen sowie Förderung eines dauerhaften Angebotes geeigneter Brutbäume (besonders >100-jährige Buchen und Bäume mit Schadstellen) sowie die Vermeidung von Störungen an den Brutplätzen von März bis Juli

#### Haselhuhn

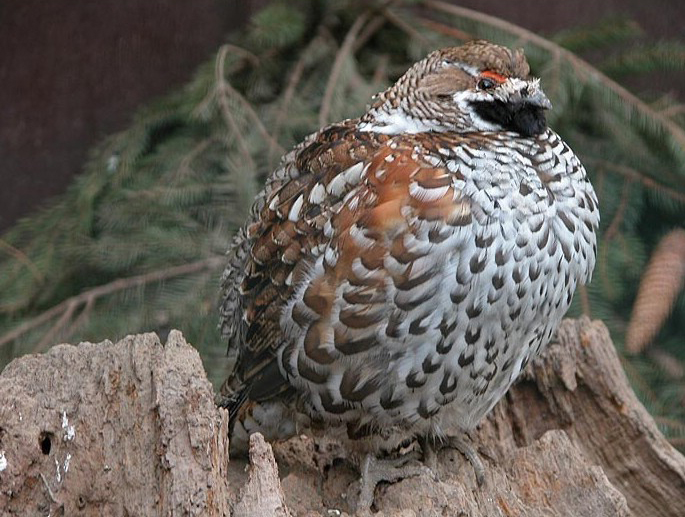
Haselhuhn

Erhaltung und Entwicklung von großräumig unzerschnittenen, störungsarmen Waldgebieten mit gut ausgebildeter Kraut- und Strauchschicht, reichhaltigem Unterholz, Kleinstrukturen, Waldinnenrändern, Bachrändern usw., die Vermeidung der Zerschneidung und Verinselung geeigneter Waldgebiete, die Förderung lichter Bereiche in Wäldern, strukturfördernde Bestandspflege, Nutzungsverzicht in Teilbereichen zur Entwicklung kleinflächiger Sukzessionsflächen, die Umwandlung von mit Nadelbäumen bestandenen Bachläufen und Feuchtrinnen in Laubwald (vor allem kätzchentragende Weichhölzer), der Erhalt einzelner Fichten(gruppen) als Schlafplatz, die Verbesserung des Nahrungsangebotes, die Erhaltung bzw. Schaffung von störungsarmen Sandstellen sowie die ganzjährige Vermeidung von Störungen im Umfeld bekannter Aufenthaltsräume

#### Mittelspecht

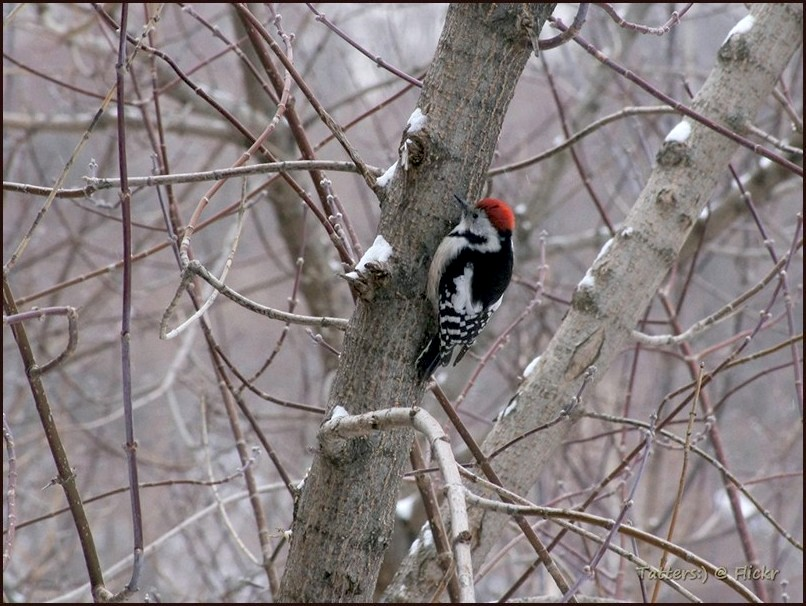
Mittelspecht

Erhaltung und Entwicklung von ausgedehnten, lebensraumtypischen Laub- und Mischwäldern sowie von Hartholzauen mit hohen Alt- und Totholzanteilen, die Erhöhung des Eichenwaldanteils, die Vermeidung der Zerschneidung und Verinselung geeigneter Waldgebiete, die Verbesserung des Nahrungsangebotes, die Erhaltung von Höhlenbäumen sowie Förderung eines dauerhaften Angebotes geeigneter Brutbäume sowie die Vermeidung von Störungen an den Brutplätzen von März bis Juni

#### Neuntöter
Erhaltung und Entwicklung von extensiv genutzten halboffenen, gebüschreichen Kulturlandschaften mit insektenreichen Nahrungsflächen, die Verhinderung der Sukzession durch Entbuschung und Pflege, die Verbesserung der agrarischen Lebensräume durch Extensivierung der Grünlandnutzung (reduzierte Düngung, keine Pflanzenschutzmittel, extensive Beweidung mit Schafen, Rindern) sowie die Vermeidung von Störungen an den Brutplätzen von Mai bis Juli

#### Rotmilan

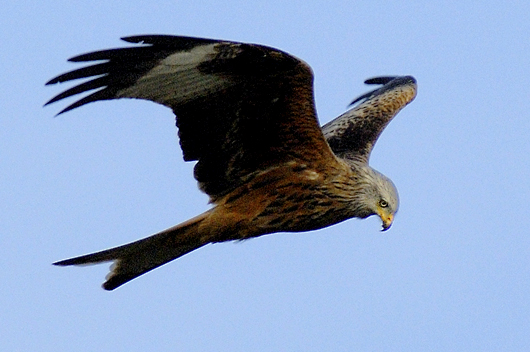
Rotmilan

Erhaltung und Entwicklung von Waldgebieten mit lichten Altholzbeständen sowie von offenen, strukturreichen Kulturlandschaften, die Vermeidung der Zerschneidung und Verinselung der besiedelten Lebensräume (Straßenbau, Windenergieanlagen), die Erhaltung und Entwicklung von geeigneten Nahrungsflächen (vor allem Grünland- und Ackerflächen, Säume, Belassen von Stoppelbrachen), die Erhaltung der Horstbäume mit einem störungsarmen Umfeld, die Vermeidung von Störungen an den Brutplätzen von April bis Juli, die Entschärfung bzw. Absicherung von gefährlichen Strommasten und Freileitungen sowie die Reduzierung der Verluste durch Sekundärvergiftungen (Giftköder)

#### Schwarzspecht

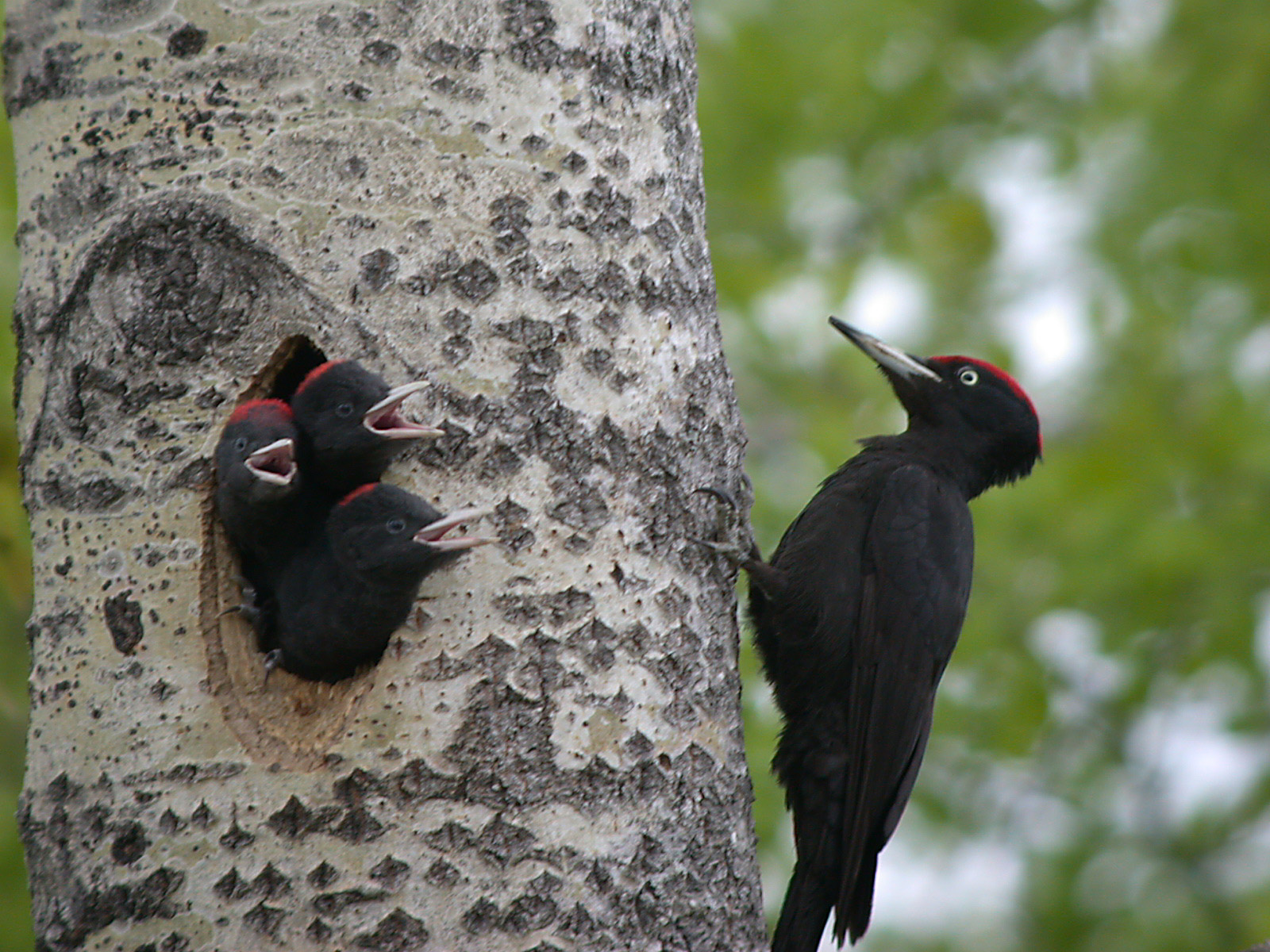
Schwarzspechte

Erhaltung und Entwicklung von lebensraumtypischen Laub- und Mischwäldern (vor allem Buchenwälder) mit hohen Alt- und Totholzanteilen (bis zu zehn Bäumen je Hektar), die Vermeidung der Zerschneidung der besiedelten Waldgebiete, die Erhaltung und Entwicklung von sonnigen Lichtungen, Waldrändern, lichten Waldstrukturen und Kleinstrukturen (Stubben, Totholz) als Nahrungsflächen, die Verbesserung des Nahrungsangebotes, die
Erhaltung von Höhlenbäumen sowie Förderung eines dauerhaften Angebotes geeigneter Brutbäume (vor allem >120-jährige Buchen) sowie die Vermeidung von Störungen an den Brutplätzen von März bis Juni

### Zugvögel und Wintergäste

#### Eisvogel

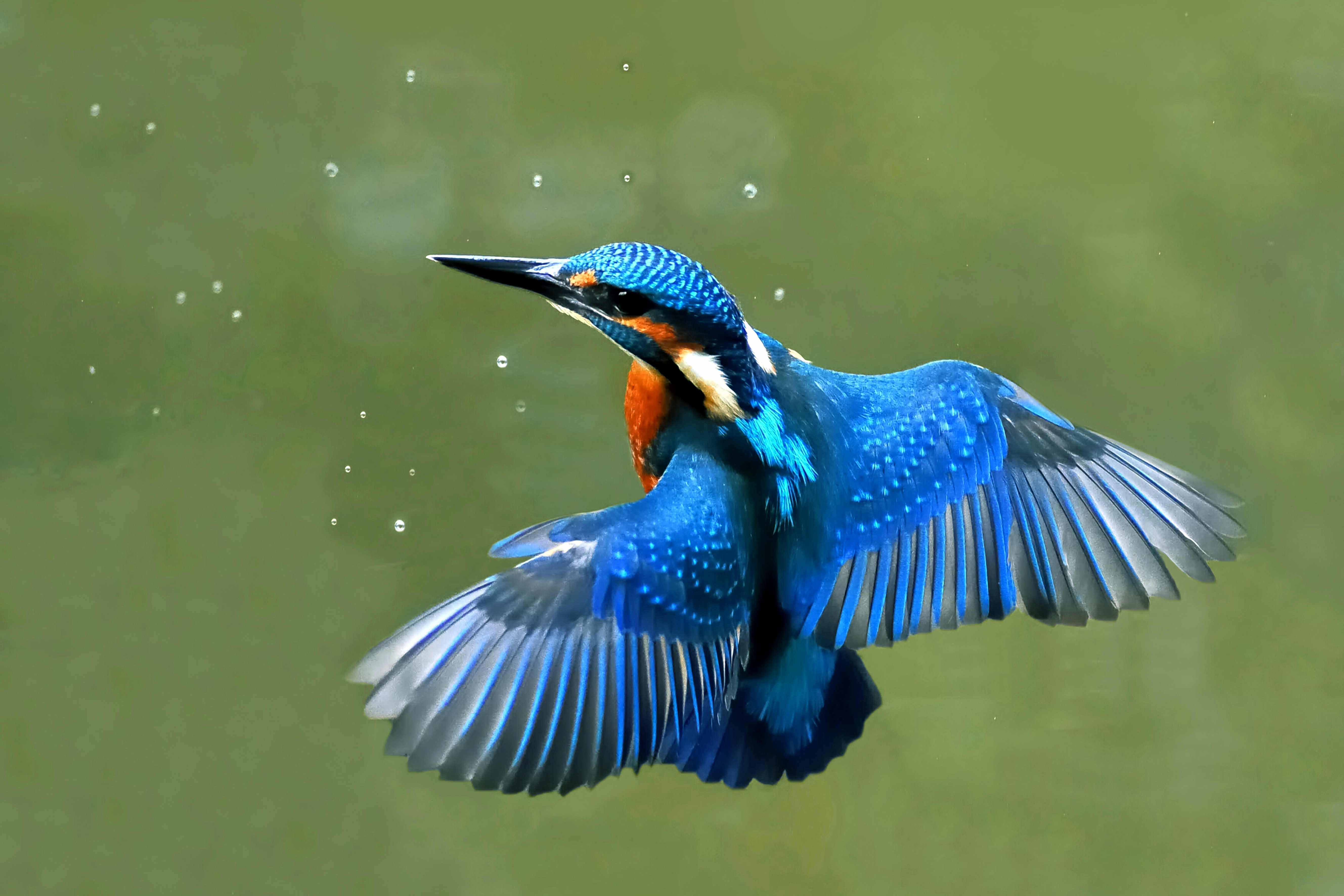
Eisvogel im Schwebflug

Erhaltung und Entwicklung von dynamischen Fließgewässersystemen mit Überschwemmungszonen, Prallhängen, Steilufern, die Vermeidung der Zerschneidung der besiedelten Lebensräume, die Erhaltung und Förderung eines dauerhaften Angebotes natürlicher Nistplätze, die schonende Gewässerunterhaltung unter Berücksichtigung der Ansprüche der Art, die Reduzierung von Nährstoff-, Schadstoff- und Sedimenteinträgen im Bereich der Nahrungsgewässer sowie die Vermeidung von Störungen an den Brutplätzen von März bis September

#### Schwarzstorch

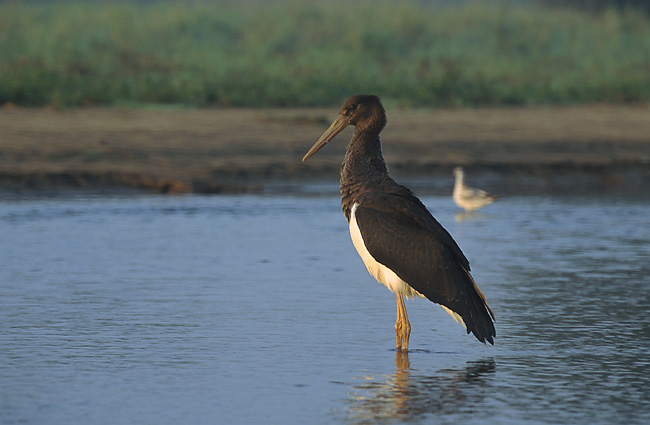
Schwarzstorch

Erhaltung und Entwicklung von großflächigen, störungsarmen, strukturreichen Laub- und Mischwäldern mit einem hohen Altholzanteil (vor allem Eichen und Buchen), die Vermeidung der Zerschneidung geeigneter Waldgebiete, die Erhaltung und Entwicklung von naturnahen Bächen, Feuchtwiesen, Feuchtgebieten, Sümpfen, Waldtümpeln als Nahrungsflächen (Entfichtung der Bachauen, Neuanlage von Feuchtgebieten, Offenhalten von Waldwiesen), die Verbesserung des Wasserhaushaltes zur Stabilisierung eines hohen Grundwasserstandes im Bereich von Nahrungsgewässern, die Erhaltung der Horstbäume mit einem störungsarmen Umfeld, die Einrichtung von Horstschutzzonen (mindestens 200 Meter Radius um Horst; keine forstlichen Arbeiten zur Brutzeit; außerhalb der Brutzeit möglichst nur Einzelstammentnahme), die Vermeidung von Störungen an den Brutplätzen und Nahrungsflächen von März bis August, die Lenkung der Freizeitnutzung im großflächigen Umfeld der Brutvorkommen sowie die Entschärfung bzw. Absicherung von gefährlichen Strommasten und Freileitungen

## Zusammenhang mit anderen Schutzgebieten
Mit dem Vogelschutzgebiet „Ahrgebirge“ sind folgende, zusammenhängende Schutzgebiete (Liste nicht vollständig) ausgewiesen:
- Naturschutzgebiet „Michelsbach, Ahbach und Aulbach mit Nebenbächen“ (EU-096)
- Naturschutzgebiet „Westliches Ahrgebiet“ (EU-168)